# یوسی کودو
یوسی کودو (انگلیسی: Yusei Kudo؛ زادهٔ ۵ آوریل ۱۹۸۶) بازیکن فوتبال اهل ژاپن است.
از باشگاه‌هایی که در آن بازی کرده‌است می‌توان به باشگاه ورزشی توچیگی اشاره کرد.